# Peroneuslähmung

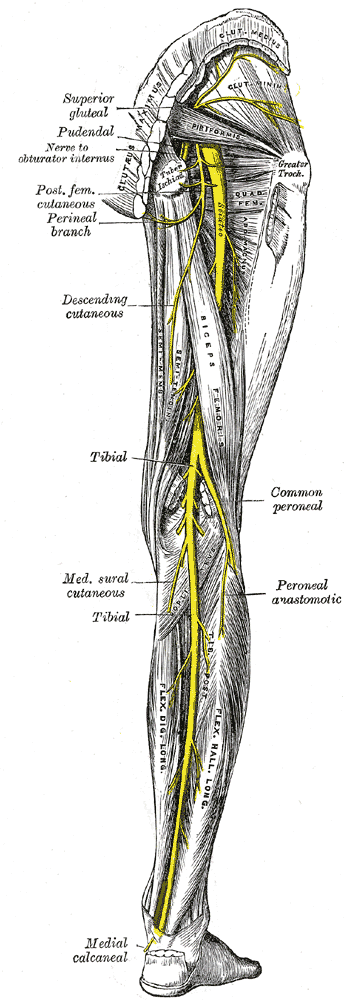
Der gemeinsame Wadenbeinnerv (Nervus peroneus communis) in der Mitte der Darstellung als Common peroneal beschriftet

Eine Peroneuslähmung ist Folge einer Schädigung des Nervus peroneus communis (Synonym: Nervus fibularis communis, gemeinsamer Wadenbeinnerv). Diese kann den gesamten Nerv betreffen oder einzelne Teile.
Infolgedessen kommt es meist zu einer Lähmung der Muskeln, welche die aktive Fuß- und Zehenhebung ermöglichen. Bei Tieren kommt es zu einer Streckung im Sprunggelenk und einer Beugehaltung der Zehen, wodurch der Fuß mit dem Fußrücken aufgesetzt wird (sogenanntes „Überköten“).

## Anatomie
Der Nervus peroneus communis geht im Bereich des Oberschenkels aus dem Nervus ischiadicus hervor und teilt sich im Bereich des Kniegelenks in seine beiden Hauptäste Nervus peroneus superficialis („oberflächlicher Wadenbeinnerv“) und Nervus peroneus profundus („tiefer Wadenbeinnerv“). Der Nervus peroneus superficialis ist vorwiegend sensibel, versorgt aber auch den Musculus peroneus longus und den Musculus peroneus brevis, die der Pronationsbewegung des Fußes dienen. Der Nervus peroneus profundus versorgt die zur Fußhebung benötigten Muskeln des Sprunggelenks sowie die Muskeln des Fußrückens und hat ein sensibles Versorgungsgebiet an der Haut zwischen der ersten und zweiten Zehe.

## Klinisches Bild
Entsprechend dem oben genannten Versorgungsgebiet des Nervs gestaltet sich auch das Ausfallsbild.
Ist nur der Nervus peroneus superficialis betroffen, kommt es zu sensiblen Ausfällen an Unterschenkelvorderseite, Fußrücken und Streckseite der ersten bis vierten Zehe. Die Sensibilität bleibt allerdings in dem Bereich zwischen erster und zweiter Zehe erhalten. Der Funktionsverlust der Musculi peronei hat zur Folge, dass der seitliche Fußrand nicht aktiv gehoben werden kann (gestörte Pronation), deshalb steht der Fuß in Supinationsstellung, d. h. die Fußaußenkante ist gegenüber der Innenkante abgesenkt. Heben und Senken der Fußspitze sind möglich.
Fällt nur der tiefe Ast (Nervus peroneus profundus) aus, dann kann der Patient die Fußspitze nicht durch Bewegung im Sprunggelenk heben (gestörte Dorsalextension). Auch das Anheben der Zehenspitzen in den Zehengelenken (Extension) ist nicht möglich. Fuß- und Zehenspitzen hängen herab, weshalb beim Laufen in der Schwungbeinphase der gesamte Fuß so weit angehoben werden muss, dass die hängende Fußspitze nicht am Boden schleift. Dies geschieht durch verstärkte Beugung des Hüft- und Kniegelenkes. Das daraus resultierende Gangbild bezeichnet man als „Steppergang“ (weitere umgangssprachliche Bezeichnungen sind „Hahnentritt“ und „Storchengang“). Über die Zeit kann sich unbehandelt ein so genannter „Spitzfuß“ entwickeln. Außerdem ist die Sensibilität der Haut zwischen der ersten und zweiten Zehe gestört.
Bei einer Läsion des Nervus peroneus communis sind beide Ausfallmuster kombiniert. Je nach Ort der Läsion fällt zusätzlich die Hautsensibilität an einem mehr oder weniger großen zusätzlichen Bereich am seitlichen Unterschenkel aus.

## Ursachen
Als Ursachen für eine Peroneuslähmung kommen Verletzungen, Kompressionsschädigungen, Raumforderungen und Schädigungen im Rahmen ärztlicher Maßnahmen (iatrogen) infrage. Verletzungen (Traumata) im Bereich des Knies (beispielsweise ein Bruch des Fibulaköpfchens) können direkt oder indirekt (über eine begleitende Weichteilschwellung oder eine Blutung) den Nerv schädigen. Auch Luxationen auf Höhe des Kniegelenks (Fibulaköpfchenluxation) oder ein Supinationstrauma (Umknicken) des Fußes sind mögliche Ursachen. Eine starke oder schnelle Gewichtsabnahme kann ebenfalls zur Entstehung beitragen, da die Polsterfunktion des Körperfetts eingeschränkt ist. Dadurch kann die Myelinhülle des Nervs geschädigt werden, so dass die Reizleitung beeinträchtigt wird.
Kompressionsschädigungen können an vorbestehenden anatomischen Engstellen entstehen oder durch Druck von außen verursacht werden. Ein Beispiel für den ersten Schädigungstyp ist das seltene vordere Tarsaltunnelsyndrom. Hingegen ist eine Druckschädigung von außen wie bei der crossed-legs-palsy (durch zu langes Übereinanderschlagen der Beine) oder durch Verbände (auch beim Gipsverband) sehr viel häufiger. Raumforderungen wie Ganglien oder Neurofibrome können ebenfalls zu einem Funktionsausfall des Nervs führen. Als iatrogene Ursachen einer Peroneuslähmung kommen neben den bereits erwähnten Verbänden auch Druckschäden durch Lagerung auf dem Operationstisch oder Verletzungen im Rahmen von Knieoperationen infrage.
Auch eine Schädigung des Peroneusanteils des N. ischiadicus, aus dem der Wadenbeinnerv hervorgeht, kann eine Peroneuslähmung zur Folge haben. Ursachen hierfür sind hauptsächlich Luxationen, Brüche und Operationen im Becken-, Hüft- und Oberschenkelbereich sowie falsch platzierte intramuskuläre Injektionen (Spritzenlähmung). Auch Bandscheibenvorfälle können den Peroneusnerv schädigen.

## Diagnostik
Die Schädigung ist bereits anhand des klinischen Bildes zu vermuten, aber die Abgrenzung gegenüber einer Schädigung der Nervenwurzel von L5 nicht immer einfach. Die Nervenleitgeschwindigkeit ist bei Teilschädigung herabgesetzt. Der Peroneusreflex ist gegebenenfalls abgeschwächt. Der im Allgemeinen leichter auslösbare Achillessehnenreflex ist erhalten, da die hintere Wadenmuskulatur nicht vom Nerven versorgt wird. Die Nervenschädigung lässt sich auch mittels Messung von Muskelaktionspotentialen in der versorgten Muskulatur objektivieren.

## Differentialdiagnose
Differentialdiagnostisch kommt ein Bandscheibenvorfall mit Wurzelkompressionssyndrom der Nervenwurzel L5 in Frage. Hierbei bestehen zusätzlich Störungen des Gefühls (Sensibilitätsausfälle und Schmerzen) im Dermatom L5, eine Abschwächung des Tibialis-posterior-Reflexes sowie eventuell ein sogenanntes positives Trendelenburg-Zeichen. Auch bei Polyneuropathien kann die Fuß- und Zehenheberschwäche das Hauptsymptom sein. Im Unterschied zu einer Peroneuslähmung zeigt sich hier eine Beteiligung weiterer Nerven sowie des anderen Beines. Die Schädigung von Nervenzellen des zentralen Nervensystems, beispielsweise durch einen Schlaganfall, kann zum sogenannten Wernicke-Mann-Gangbild führen, bei dem das betroffene Bein in einem Bogen nach vorne geführt wird. Die Amyotrophe Lateralsklerose zeigt immer zusätzliche Symptome, die sie von einer Peroneuslähmung unterscheiden lassen. Eine weitere Differentialdiagnose ist das Tibialis-anterior-Syndrom, ein Kompartmentsyndrom an der Unterschenkelloge.

## Therapie und Prognose
Die Therapie richtet sich nach der jeweiligen Ursache der Peroneuslähmung. Das Ziel der Therapie ist die Wiederherstellung der vollen Funktion des Nervs oder, falls dies nicht möglich ist, die Vermeidung sekundärer Komplikationen wie des Spitzfußes. Ein operatives Vorgehen mittels Nervennaht bei teilweiser oder vollständiger Durchtrennung ist möglich und sollte bei frischen Verletzungen möglichst ohne Zeitverzug in einem spezialisierten Zentrum erfolgen. Die Ergebnisse nach Nervennaht oder Nerventransplantation bei Defektstrecke sind je nach Alter und Weichgewebesituation um die Läsion allerdings oft mäßig. Bei alten Verletzungen kann durch eine Sehnenumlagerung aus der Wade die Fußhebung wieder hergestellt werden. Ist die Verletzung frisch, kann die Umlenkung eines Wadennerven auf den noch intakten Muskel, der den Fuß hebt, sehr gute Ergebnisse erreichen. Qualifiziert die Patientin oder der Patient nicht für eine Operation, so liegt das Hauptaugenmerk auf der Physiotherapie zur Stärkung der anderen Muskeln. Das Anlegen einer sogenannten Peroneusschiene, die das Absinken der Fußspitze mechanisch verhindert, kann das Gehen deutlich vereinfachen. Durch funktionelle Elektrostimulation (wie beim Peronaeus-Stimulator) kann mit mobilen Fußhebersystemen sowohl einen Behinderungsausgleich als auch langfristig eine Anregung der neuronalen Neubahnung unterstützt werden. Peroneuslähmungen infolge von Druckschädigungen wie beim zu langen Übereinanderschlagen der Beine oder nach einer falschen Lagerung haben eine gute Prognose. Hingegen haben Peroneuslähmungen infolge von Nervendurchtrennungen unbehandelt häufig einen bleibenden Funktionsausfall zur Folge.